# (255019) Fleurmaxwell
(255019) Fleurmaxwell – planetoida pasa głównego. Została odkryta 10 października 2005 przez Matta Dawsona. (255019) Fleurmaxwell okrąża Słońce w ciągu 5,46 roku w średniej odległości 3,01 j.a.
Planetoidzie tej nadano nazwę pochodzącą od nazwiska luksemburskiej łyżwiarki Fleur Maxwell.
Obiekt ten nosił wcześniej tymczasowe oznaczenie 2005 TN52.